# Ярдам
Ярда́м (рос. Ярдам, башк. Ярҙам) — присілок у складі Буздяцького району Башкортостану, Росія. Входить до складу Кузеєвської сільської ради.
Населення — 10 осіб (2010; 20 у 2002).
Національний склад:
- башкири — 90 %